# Pont Akashi-Kaikyo
El pont Akashi-Kaikyo (Akashi-Kaikyō Ōhashi) és un pont del Japó que té la llum central més ample del món (per a creuar l'estret Akashi (Akashi-Kaikyō) unint Maiko a Kobe i Matsuho, a l'illa Awaji com a part de l'autopista Honshu-Shikoku.
Existeixen tres ponts per a unir les illes de Honshu i Shikoku.
El projecte original era un pont mixt ferrocarril-carretera, però quan les obres van començar l'abril de 1986, es va decidir restringir-lo a sis carrils de trànsit rodat. La construcció en ferm no va començar fins al maig de 1988 i el pont es va obrir el 5 d'abril de 1998. L'estret Akashi és una via marítima internacional i necessitava una amplada mínima de 1.500 m.
El pont té tres obertures. La central té una amplada de 1.991 m i les laterals de 960 m, de manera que el pont en total té 3.911 m de longitud. La llum central era originalment de només 1.990 m però amb el terratrèmol de Kobe (el 17 de gener de 1995) va augmentar un altre metre.

## Història
Abans de la construcció del pont, els ferris transportaven als passatgers al llarg de l'estret d'Akashi en Japó. Aquesta via de navegació és perillosa sovint a causa de les fortes tempestes de la regió, que en 1955 van provocar l'enfonsament de dos vaixells, causant 168 víctimes mortals, tots nens. L'impacte va ser tan gran en l'opinió pública que el govern japonès va decidir desenvolupar els plans per executar un pont penjant en l'estret. El pla original projectava un pont mixt de ferrocarril i carretera, però quan la construcció va començar a l'abril de 1986, la construcció va ser restringida a la carretera, construint sis carrils. La construcció no començaria fins a maig de 1986, i el pont va ser obert al tràfic el 5 d'abril de 1997.

## Dades del pont
Quan es va començar a construir el pont, est mesuraria 3910 metres, però quan ja estaven construïdes les torres i estaven els cables principals instal·lats, va succeir el Gran Terratrèmol de Hanshin (1995), que va separar ambdues torres gairebé un metre. Després d'estudiar el problema, es va continuar la construcció amb lleugeres modificacions en el projecte, continuant amb el que ja estava construït i quedant la longitud final en els 3.911 metres actuals.
Els cables que sostenen el pont flotant estan formats per 37.000 filferros d'acer ultrarresistent la longitud del qual, si els ajuntéssim un darrere l'altre, donarien set voltes i mitja a la Terra.

## Construcció

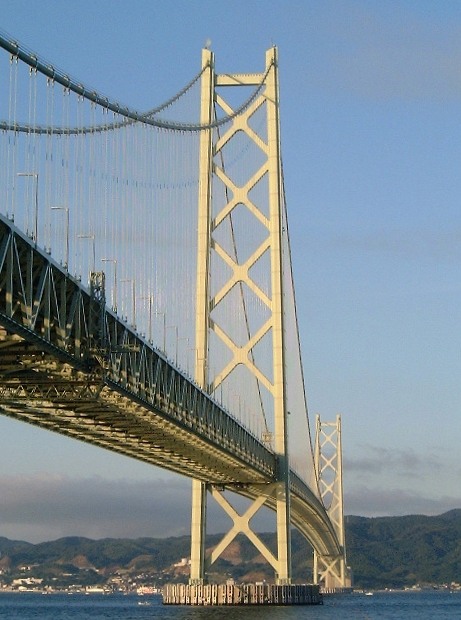
Vista d'un dels pilones principals.

El pont japonès d'Akashi Kaikyo és el pont en suspensió més alt, llarg i costós del món, que es va construir, contra tot pronòstic, en un dels llocs més difícils, perquè és al mig de la ruta dels tifons, a la mercè de vents que aconsegueixen la increïble velocitat de 290 km/h, una potència capaç d'arrencar les teulades de les cases i desarrelar els arbres. A més, travessa una de les rutes comercials més concorregudes i per tant, més perilloses del món, a causa del seu trànsit naval, amb l'afegit de situar-se enmig d'una important zona de terratrèmols.
El pont Akashi Kaikyo té una enorme autopista de sis carrils que connecta la dinàmica metròpolis de Kobe, a l'illa principal, amb l'illa de Awaji cap al sud. Per als habitants dels pobles pesquers d'aquest lloc, constitueix un enllaç vital amb les escoles i hospitals de la ciutat de l'illa principal. El pont representa un símbol d'orgull nacional per al Japó i és la baula final d'una xarxa de ponts que connecten les quatre illes nipones, proporcionant un transport ràpid i eficaç, obrint l'accés al comerç, a les empreses i al turisme en tota la zona.
Aquest pont està en possessió de tres rècords del món: amb els seus 280 metres d'altura, és el pont en suspensió més alt del món, cadascuna de les seves dues torres mesura tant com un edifici de 80 pisos. Amb un arc central de més d'1,6 km és el pont en suspensió més llarg del planeta i gairebé duplica la longitud del pont Golden Gate de San Francisco. I si això fos poc, també és el pont més car que s'ha construït en la història amb un cost de més de tres mil milions de euros.
L'estret d'Akashi és una barrera de quatre quilòmetres de mar hostil que separa l'illa d'Awaji amb la resta del Japó. Té més de cent metres de profunditat amb un corrent proper a 14 km/h en els dies de calma. La zona es veu assotada sovint per tifons i vents ratxats que atenyen una velocitat de 290 km/h i destrueixen gairebé tot el que troben al seu pas. L'estret és a més una de les rutes comercials més concorregudes del Japó i l'artèria principal que connecta les quatre illes nipones. Tots els dies més de mil vaixells travessen aquestes aigües densament transitades, i a la primavera els perills s'incrementen, una espessa boira s'apodera del canal i provoca l'enfonsament de centenars de vaixells tots els anys.
Els governs nacional i local van estudiar durant anys la construcció d'un pont sobre la barrera dels estrets d'Akashi, per connectar una de les ciutats més grans del país amb l'illa d'Awaji i els seus pobles pesquers. Però va haver d'ocórrer un desastre fatal perquè el projecte es materialitzés, una col·lisió de dues Ferris que transportaven nens cap al col·legi, va produir una greu tragèdia amb una multitud de morts. L'accident va provocar que el govern es replantegés el projecte del pont.
Per enfrontar-se a aquest desafiament, el govern japonès va crear l'autoritat del pont Honshū Shikoku, que tenia la missió de construir l'«impossible». Van caldre trenta anys d'investigacions de noves tecnologies abans de començar a construir el pont. Al maig de 1988 les obres van començar i els constructors es van enfrontar al projecte més atrevit de la seva carrera, tenien per davant deu anys de reptes desconeguts, contratemps i desastres naturals. La construcció del pont en suspensió més gran del món representava una labor monumental, van fer falta milers de milions d'euros, 181.000 tones d'acer i 1,4 milions de metres cúbics de formigó. Els fonaments són de la grandària d'un edifici de vint pisos, les torres són gairebé tan altes com la Torre Eiffel de París i els cables podrien fer la volta al món set vegades.
El pont d'Akashi seria gairebé mig quilòmetre més llarg que qualsevol pont en suspensió que s'havia construït fins llavors. En teoria el disseny de ponts en suspensió és molt senzill, sobre l'aigua s'estenen dos cables principals subjectats per dues torres, la carretera penja d'aquests cables que són ancorats a banda i banda de la mateixa. És una fórmula provada fins a la sacietat i funciona de forma excel·lent. Però la longitud dels ponts en suspensió té un límit, per impedir que es desplomin els cables i la carretera, han de ser molt més fortes i tan lleugers com sigui possible. Com més llarg sigui un pont més pesa; un pont en suspensió està dissenyat en primer lloc per sostenir el seu propi pes i la fortalesa de sobres serà utilitzada per suportar la càrrega del tràfic. La càrrega que suporta el pont d'Akashi procedeix en un 91% del seu propi pes i solament el 9% restant correspon al trànsit de vehicles.
Al maig de 1988, el primer problema al qual es van enfrontar els enginyers va ser trobar el lloc per als enormes fonaments on reposaria el pont, ja que els traïdorencs estrets d'Akashi els van ocasionar més d'un maldecap. El lloc ideal era enmig d'un canal marítim molt concorregut, i els fonaments serien un obstacle important per a les innombrables embarcacions que ho solcaven tots els dies. El canal intervé gairebé 1,5 quilòmetres d'ample, i per evitar-ho amb seguretat van haver de separar-se gairebé dos quilòmetres, la qual cosa va convertir Akashi en el pont en suspensió més llarg del món, però calia resoldre algun problema encara major. Normalment els fonaments dels ponts es col·loquen enmig de l'aigua, s'emplena de formigó seccionis cilíndriques i s'enfonsen pel seu propi pes, es repeteix el procés i s'aixequen els fonaments des de les ribes en diferents fases, però els estrets d'Akashi tenen 110 metres de profunditat i són molts més profunds que la majoria dels fonaments on es construeixen ponts. Hi ha més, els ràpids corrents impedeixen que s'emprin les tècniques normals de construcció perquè l'aigua ho arrossega tot, així que als dissenyadors del pont se'ls va ocórrer una solució nova, arriscada i no comprovada a aquesta escala. Van proposar fabricar dos enormes motlles d'acer en dics secs, un per a cadascuna de les fonamentacions del pont, una vegada fabricades es van remolcar cap al mar i es van enfonsar amb precisió en el punt exacte. Fins llavors, ningú havia intentat fer res igual a una escala similar.
Al març de 1989, els gegantescs motlles d'acer per als fonaments del pont ja eren acabats, els seus anells buits de dues capes d'acer intervenen 70 metres d'alt i 80 metres d'ample. A les 17:30 de la tarda del 26 de març, dotze remolcadors van salpar del moll arrossegant cap al mar la primera de les dues grans estructures buides, no era una tasca fàcil perquè cada motlle pesa 15.000 tones, l'equivalent a 40 avions Jumbo. Sota la supervisió de la guàrdia costanera, les barcasses van remolcar els immensos gratacels flotants a través de la concorreguda ruta de navegació i sobre aigües turbulentes. Es va trigar 38 hores a traslladar cadascun dels dos motlles fins al seu lloc, posteriorment es van emprar 32 bombes d'aigua per omplir d'aigua cadascun dels grans motlles, omplint individualment 250 milions de litres d'aigua, trigant més de vuit hores a finalitzar aquest procés per aconseguir que els fonaments s'assentessin en el jaç marí correctament.
Per completar els gegantescs fonaments, havien d'emplenar-los de formigó però existia un problema, els fonaments eren plens d'aigua i si s'aboqués formigó ordinari es dissoldria com una aspirina. Per resoldre aquest problema, els enginyers van haver de fer alguna cosa que mai s'havia fet abans, crear un súper-formigó que s'endurís amb l'aigua. El formigó desenvolupat va ser inserit en substitució de l'aigua de mar present en els fonaments; en començar aquesta operació, es va emplenar amb més de 265 metres cúbics de formigó.
En els dos-cents anys de vida estimats per al pont, deurà enfrontar-se a grans terratrèmols amb regularitat, a més els constructors sabien que els fonaments de formigó podien esquerdar-se i enfonsar-se durant un terratrèmol perquè no són prou flexibles. El pla dels enginyers era fabricar un acer resistent a tremolors de fins a una marcació de 8,5 en l'escala de Richter, fent que es disparés el pressupost fins als tres mil milions d'euros.
Cada torre del pont de 283 metres és feta per cinc seccions de 170 tones encaixades cadascuna damunt de l'altra, per més de 700.000 cargols. Cada secció havia de ser perfectament plana, qualsevol irregularitat s'aniria magnificant a mesura que la torre guanyés altura, si les torres es desviaven gens més un parell de centímetres en arribar a la màxima altura, el pont podria esfondrar-se. Per tot això la construcció i assemblatge va requerir una precisió absoluta i detallada,  tot el procés de construcció de les torres va trigar 18 mesos a completar.
El novembre de 1993, els enginyers van escometre la fase més crítica del projecte: la construcció del gegantesc cable principal de més d'un metre d'ample del que suspendria gairebé tot el pes del pont, un total de 160.000 tones, tres vegades el pes del Titanic. Van ser necessaris 300.000 quilòmetres de cables, prou per a envoltar la terra set vegades, a més cadascun dels dos cables principals era fabricat amb 37.000 bris de filferro. El pes d'uns cables tan grossos és un dels elements que limiten la longitud dels ponts en suspensió, quants més llargs són, més pesen i al final el pont s'enfonsa pel seu propi pes.
Per cobrir l'arc central de dos quilòmetres entre ambdues torres, els enginyers van haver de desenvolupar un cable d'acer el doble de fort que un de convencional, la qual cosa va fer possible utilitzar un sol cable per cada costat en comptes de dos. Aquest cable súper fort només es fabrica al Japó, els seus creadors van canviar la composició de l'acer afegint aliatges de silicona, i van reeixir a fer un cable que batia tots els rècords mundials de resistència, de tal manera que, un cable de 5 mil·límetres podia ser capaç d'aguantar el pes de tres cotxes familiars. D'aquesta manera van utilitzar 37.000 cables per subjectar el pont.
La fabricació dels cables principals va ser també una fita sense precedents, mai s'havia fet a una escala tan grossa, per a això va caldre unir 127 filferros de 5 mil·límetres, que al seu torn estava format per 290 bris per crear els cables principals compostos per un total de 37.000 cables. El cable final mesurava més de 4 quilòmetres de llarg, però la construcció del cable no va ser el major repte, aquest es presentava a continuació. Els enginyers havien de tendir l'enorme cable per sobre del canal de navegació ple de gom a gom i cobrir una longitud de més de 4 quilòmetres d'ample. Per a això, abans van haver de tendir una entenimentada guia sobre l'estret d'Akashi, només llavors podien portar el cable fins a l'altre costat, però els constructors del pont no podien tancar una artería marítima tan transitada, i es van veure obligats a seguir una ruta molt més perillosa per via aèria. Per a això van utilitzar un helicòpter amb una corda de kevlar ultra forta i així guiar-la sobre l'alt de les torres, seria com enfilar una agulla amb un helicòpter, per aquesta circumstància van haver de cercar un pilot qualificat amb una àmplia experiència.
El desembre de 1994, després de sis anys i mig de peripècies, el pont en suspensió més gran del món s'erigia a mitjà acabar en ple estret d'Akashi. El següent pas dels enginyers va ser construir la carretera de sis carrils de quatre quilòmetres de llarg que creuaria l'estret; era sens dubte la part més complexa i crítica del projecte, i la més exposada a les imprevisibles forces de la naturalesa. La coberta de la carretera està literalment suspesa pels cables i se subjecta pel seu propi pes, si fallés el disseny, els vendavals podrien volar la plataforma com si fos una joguina, provocant un veritable cataclisme. Per vèncer les forces del vent, als enginyers se'ls va ocórrer una idea increïble, construir la coberta amb milers de bigues d'acer, que es van posar en forma de graella triangular, el qual és un dels dissenys més resistents de l'enginyeria. Per incrementar-ne la força hi van afegir un estabilitzador vertical que recorre el centre del pont, té una forma semblant a l'aleta d'un avió i penja sota la coberta, quan bufa el vent l'estabilitzador equilibra la pressió damunt i sota la carretera i redueix les vibracions. També van instal·lar una malla d'acer al centre de la carretera i al llarg dels costats, permetent que el vent la travessi, així impedeixen que la pressió que s'acumula sota.
Al gener de 1995, va començar la fase final, la construcció de la carretera. L'estructura continuava sent molt vulnerable fins que s'acabés l'autopista, els dissenyadors del pont denominen a aquesta fase de «condició temporal», perquè és el moment més perillós per a un pont, especialment en un país propens als terratrèmols com és el Japó, per això els enginyers treballaven molt dur per finalitzar el pont al més aviat possible. No obstant això, el 17 de gener de 1995 a les 5:46 del matí, un terratrèmol va fer tremolar la ciutat de Kobe, va anar el major terratrèmol registrat al Japó des de 1923 i va marcar un catastròfic 7,2 a l'escala de Richter, i va destruir pràcticament tota la ciutat. En qüestió de minuts es van esfondrar 100.000 edificis i 40 mil persones van resultar ferides, la xifra de morts va ascendir a més de quatre mil persones, a més va fracturar les autopistes, vies ferroviàries, ponts, etcètera. L'epicentre del terratrèmol era a 20 quilòmetres de la ciutat de Kobe i a tan sols quatre quilòmetres del pont d'Akashi, amb la carretera sense acabar, l'estructura era acusadament vulnerable. Afortunadament els enginyers van respirar alleujats en comprovar que el pont seguia d'una peça, les inspeccions inicials no van revelar cap dany, no obstant això, dies posteriors, van fer un examen més detallat i van trobar que en el jaç marí s'havia obert una falla just enmig de les dues torres del pont, això va produir un fet alarmant: l'ancoratge i la torre de la costa de l'illa d'Awaji s'havien corregut més d'un metre feia un costat i el que era més preocupant, el terratrèmol havia estirat més d'un metre la longitud del pont, i això va ser un dur cop per als dissenyadors, ja que aquest contratemps podria implicar un retard important en la construcció. Però els enginyers van tenir molta sort, irònicament i malgrat els seus temors el pont continuava dempeus perquè encara no era acabat, ja que si hagués tingut la carretera instal·lada hauria sofert danys més greus. Les torres havien sobreviscut gràcies al seu acer flexible i també al seu disseny especial a prova de terratrèmols, dins de cadascuna de les gegantesques torres d'acer hi ha vint enormes estructures que absorbeixen els impactes i ajuden les torres a mantenir-se fermes davant forts vents i terratrèmols. Es tracta d'uns pèndols gegants que poden oscil·lar en qualsevol adreça, si un terratrèmol empeny el pont cap a un costat, els pèndols es mouen cap al costat oposat, és l'únic pont del món que ha sobreviscut a un impacte vertical tan gros durant la construcció.
Un mes després del terratrèmol, els enginyers van reprendre les obres, però per a això, abans van haver de resoldre un tema urgent, modificar el disseny, allargant la longitud de les bigues i la distribució dels cables de suspensió, encara que sembli increïble, l'obra finalment només es va retardar un mes més de la predicció inicial. Al juny de 1995, va començar la finalització del pont amb el muntatge de la carretera, trigant més de quize mesos a col·locar-se sobre l'estret peça a peça les 280 seccions de bigues. El 18 de setembre de 1996, es va encaixar l'última secció al seu lloc.
El 5 d'abril de 1998 es va inaugurar oficialment el pont. Va ser una fita de l'enginyeria civil que redueix el temps de recorregut de 40 minuts amb ferri a 5 minuts amb cotxe. En l'actualitat més de 23.000 cotxes hi circulen diàriament, però encara que el pont està dissenyat per durar dos-cents anys, el manteniment ocupa les 24 hores del dia, els set dies de la setmana. Des del centre de control del pont se supervisen tots els aspectes del seu funcionament, el sistema de suspensió del que penja tot el pont disposa del seu propi sistema d'aire condicionat per impedir que els cables es corroeixin, hi ha sensors de mesurament del vent que registren la més mínima alteració en la coberta del pont. Des de la inauguració, el pont només s'ha tancat tres vegades a causa del mal temps.